# Tätort

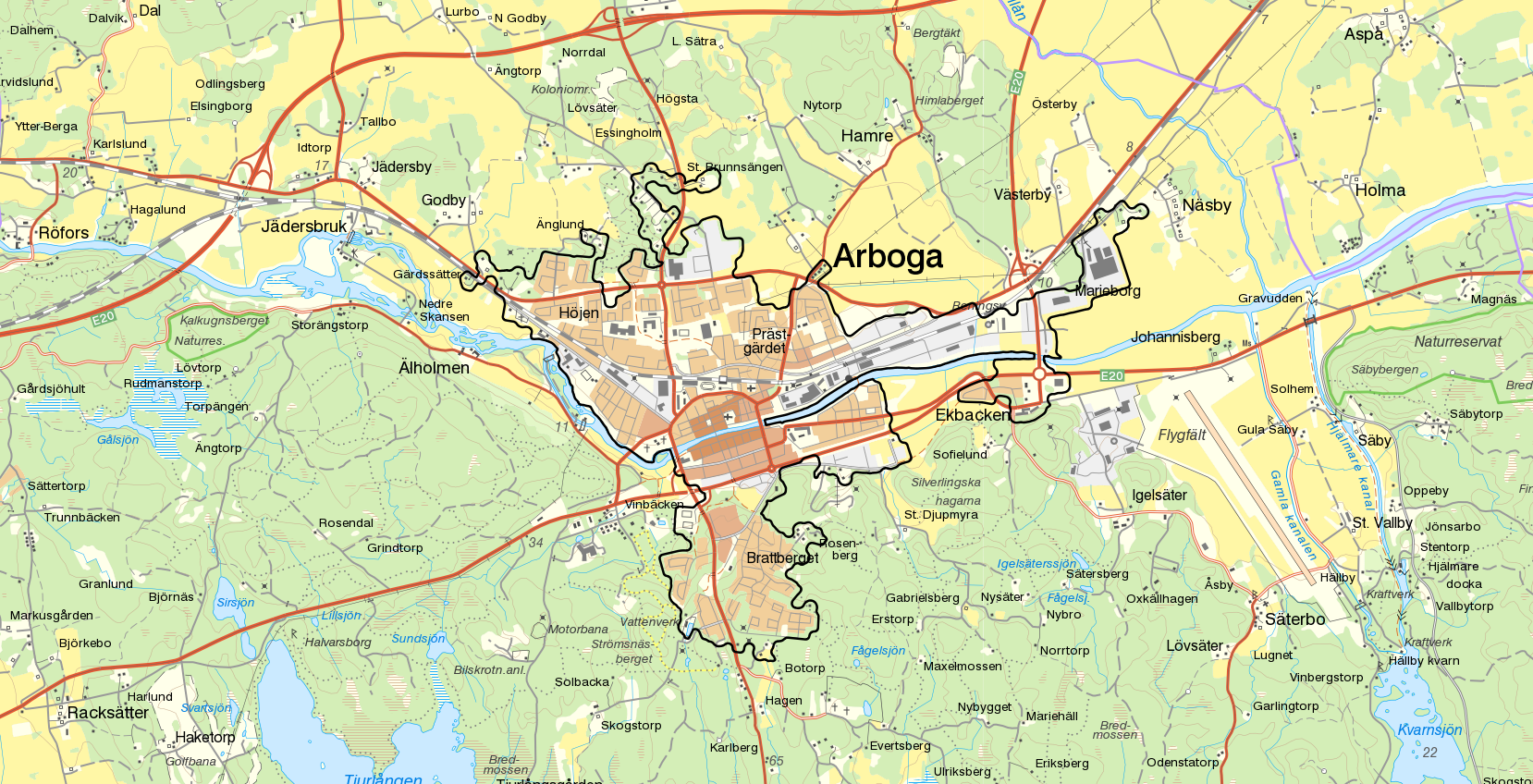
Avgränsningen för tätorten Arboga år 2015.

En tätort är ett tätbebyggt område. En tätort definieras i Danmark, Finland, Norge, Island och Sverige som ett sammanhängande område med minst 200 invånare där avståndet mellan husen är mindre än 200 meter (i Norge 50 meter). I Sverige krävs dessutom att andelen fritidsfastigheter understiger 50 procent, alternativt (sedan 2010) att dagbefolkning (som arbetar på orten) har en storlek som överstiger 10 procent av nattbefolkningen, för att området ska klassificeras som tätort. Intagna på anstalter inräknas inte i folkmängden. I Sverige uppdaterar Statistiska centralbyrån indelningen i tätorter och småorter vart femte år baserat på dessa kriterier.

## Definition i Norden
Man enades 1960 i Norden om en gemensam officiell definition av begreppet tätort, som lyder sålunda:
| ” | Som tätbebyggt område räknas alla hussamlingar med minst 200 invånare, såvida avståndet mellan husen normalt icke överstiger 200 meter. Avståndet kan dock tillåtas överstiga 200 meter, när det gäller hussamlingar inom en större orts influensområde. - - - Vid avgränsningen av tätbebyggda områden medräknas också obebodda hus, inräknat hus som uteslutande användes som arbetsplats. Som hus tillhörande tätortsbebyggelse betraktas dock ej jordbrukets ekonomibyggnader, såvida dessa är fritt liggande i förhållande till huvudegendomen. - - - Anstalter o d, som är belägna utanför tätbebyggt område, räknas som tätort såvida anstaltens bofasta personal med familjer osv. men utan patienter, utgör minst 200 personer. - - - Uppdelningen i tätbebyggda och glesbebyggda områden företages oberoende av den administrativa indelningen. Hussamlingar som utgör en direkt fortsättning av ett tätbebyggt område i en grannkommun, inräknas sålunda i detta område vid tätortsredovisningen. | „ |

De olika nordiska länderna har dock i praktiken använt något olika arbetsmetoder under årens lopp.

## Danmark
I Danmark är byområde en definition av alla bebyggelser med mer än 200 invånare och ett högsta avstånd mellan byggnader av 200 meter. Undantag från denna regel kan göras då avbrottet i bebyggelse utgörs av offentliga anläggningar, kyrkogårdar och liknande. Köpenhamns koncentrerade bebyggelse, Hovedstadsområdet, definierades fram till 1998 genom en sammanräkning av folkmängden i hela kommuner. Från och med 1999 används en snävare definition även för Hovedstadsområdet då man numera utgår från den sammanhängande bebyggelsen, exklusive övriga delar av dessa kommuner. Danmarks statistik har det övergripande ansvaret för sammanställningen av uppgifterna, men andra myndigheter som är inblandade i processen är även Kort & Matrikelstyrelsen (som står för kartunderlaget) och Indenrigs- og Sundhedsministeriet (som handhar Det centrale personregister).

## Finland

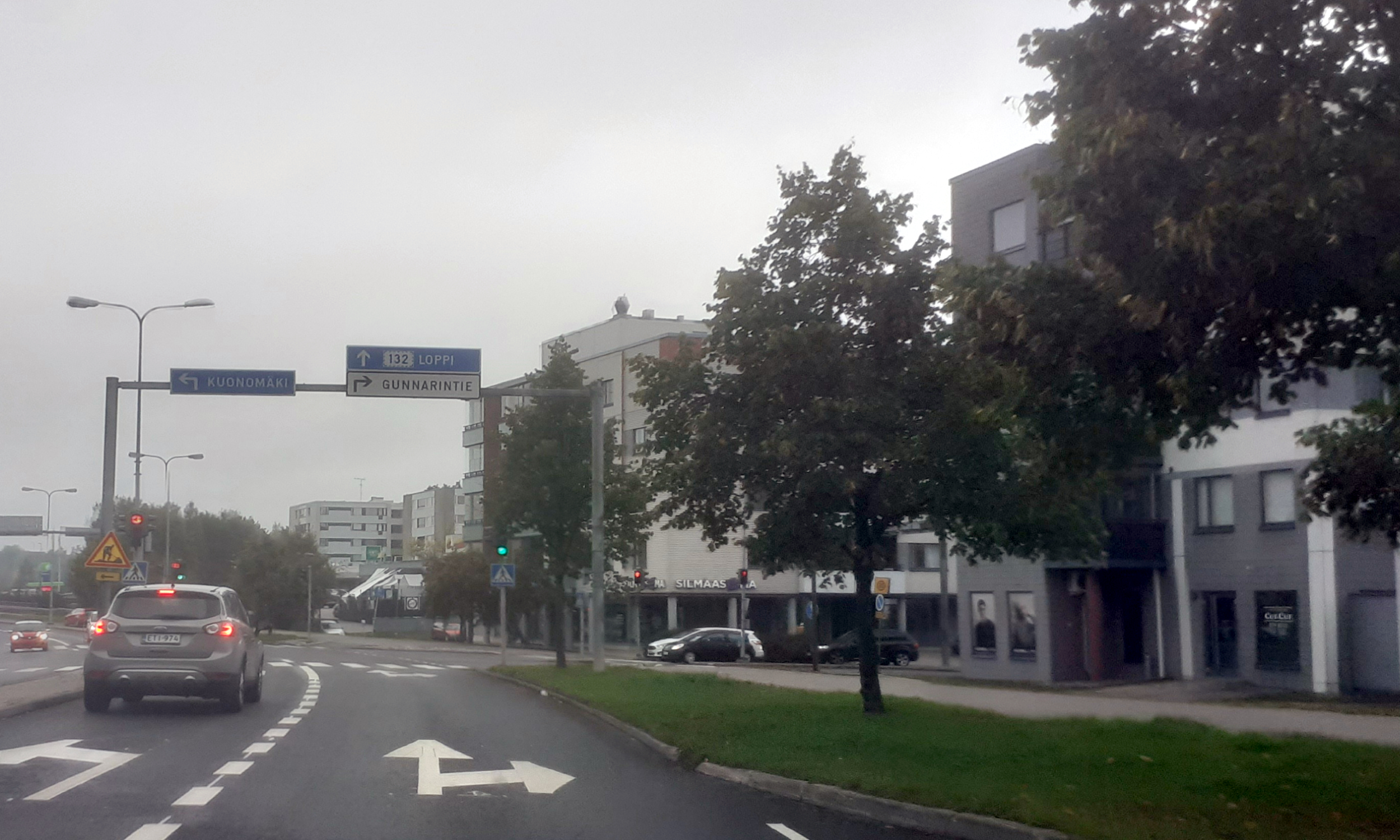
Klövskog tätort i Nurmijärvi, Finland.

I Finland har Statistikcentralen avgränsat tätorter (finska: taajama) sedan 1960. Vid samma datum fanns 1 137 tätorter i Finland. 2010 var antalet tätorter 735 stycken.
Högst tätortsgrad har tätorterna Grankulla och Helsingfors med 100 %.
Tätorter avgränsas sedan 2010 årligen av Finlands miljöcentral och Statistikcentralen baserat på befolkningsuppgiften från året innan. Landet indelas i rutor 250x250 meter stora, och sammanhängande förtätningar av byggnader grupperas ihop och bildar tätorter när deras invånartal överstiger 200 invånare. Den sedan 2010 gällande definitionen av tätort i Finland lyder som följande:
| ” | En tätort är en förtätning av byggnader med minst 200 invånare. Som grund för avgränsningen används befolkningsuppgiften från året innan. Tätorter definieras och avgränsas i samarbete med Finlands miljöcentral med hjälp av metoder som bygger på geografisk information, i vilka man använder sig av byggnads- och befolkningsuppgifter i Statistikcentralens 250 m x 250 m rutmaterial. Vid definieringen granskas folkmängden samt antalet byggnader och våningsarealen i rutor som innehåller byggnader och i gränsande rutor. Av de sammanhängande förtätningar av byggnader som uppstått vid definieringen väljs de som har minst 200 invånare. | „ |

## Island
Den isländska termen är  þéttbýli.

## Norge
I Norge används ordet tettsted. Den norska termen, som har svenskans tätort som ursprung, infördes i Norge under 1950-talet. I Norge använder man ett högsta avstånd mellan byggnader av 50 meter, och folkmängden i tätorten måste uppnå minst 200 invånare. Vissa undantag från 50-metersregeln tillåts dock, bland annat där avbrott i bebyggelse utgörs av parker, vägar m.m.
Den 1 januari 2013 införde Statistisk sentralbyrå en ny avgränsningsmetod av tettsteder. Den nya metoden betydde stora förändringar jämfört med tidigare, då den skulle följa vägar och tomtgränser i större utsträckning än tidigare. Definitionen av en tätort kvarstod samma som tidigare.

## Sverige

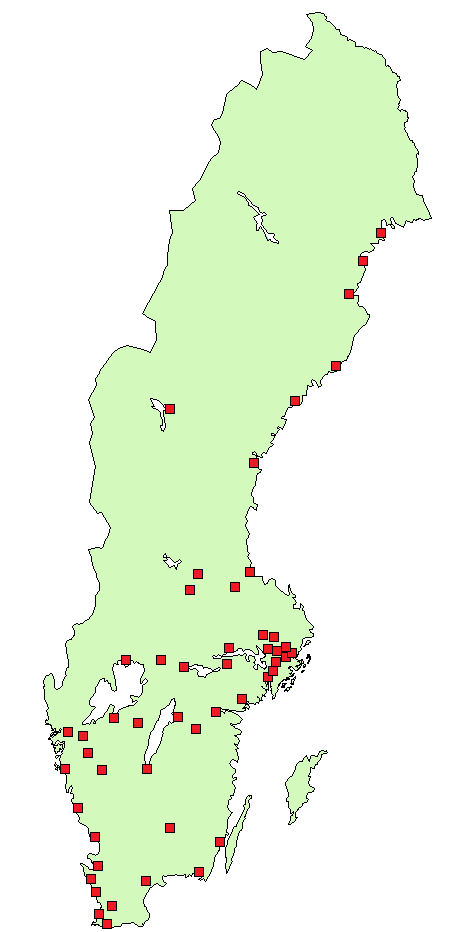
Sveriges 50 största tätorter 2005.

Ursprungligen räknades endast städer som tätorter. Tätortsindelningen beräknas idag i Sverige vart femte år av Statistiska centralbyrån (SCB). Grundregeln är att tätorten bör ha över 200 invånare och att avståndet mellan husen normalt inte är mer än 200 meter, med vissa undantag. Tätortsindelningen är således oberoende av den administrativa indelningen och beräknas strikt enligt den svenska tolkningen av den nordiska tätortsdefinition som bestämdes 1960. Det som inte är tätort benämns av SCB som "utanför tätort" och omfattar såväl mindre ortsbebyggelse som småort, fritidshusområden och arbetsplatsområden samt landsbygd. En småort är i normalfallet en ort med färre än 200 invånare (undantag finns) och högst 150 meter mellan husen.

## Kommunöverskridande tätorter
Eftersom tätortsdefinitionen inte tar hänsyn till kommungränser, kan en tätort ligga i flera kommuner. Sverige hade 71 stycken 2018 där Stockholm låg i 12 kommuner. I Finland fanns det 91 stycken, där Helsingfors centraltätort låg i 11 kommuner. Åbo, Tammerfors och Björneborgs centraltätorter låg i 7 respektive 6 respektive 4 kommuner. Av resterande låg åtta stycken i tre kommuner och resten i två.